# Сущёво (станция)
Сущёво — крупная железнодорожная станция Санкт-Петербург-Витебского отделения Октябрьской железной дороги, расположена в посёлке городского типа Бежаницы Псковской области между о. п. 334 км и станцией Загоскино. Находится на расстоянии 340 км от Санкт-Петербурга, 95 км от Дно и 81 км до Новосокольников.

## История
Станция заимствовала название населённого пункта на почтовом тракте Великие Луки — Новоржев. С 9 сентября 1901 года она была промежуточной на железнодорожной ветке Дно — Новосокольники. 26 ноября 1902 года Коммерческая часть правления Общества выступила с инициативой закрепить за этой станцией другое название — Сущёво. Мотивы выглядели так: «ввиду однозвучности станции Бежецк в Тверской губернии на реке Молога и в устранении засылки грузов, случающихся в настоящее время». …С того времени Сущево ни разу не меняло своего названия. Названа она в честь одноимённой деревни, сохранившейся и поныне в составе Бежаницкого района.

## Путевое развитие
Путевое развитие включает в себя 5 станционных пути — один главный (второй) и 4 приёмо-отправочных. На станции имеется одна боковая платформа — возле первого пути. На станции имеются здание вокзала, здание ДСП и здание багажного отделения. При въезде со стороны Лозовиц — переезд.

## Дальнее сообщение
По состоянию на 2017 год на станции имеют остановку поезда следующих направлений:
| № поезда | Маршрут движения               | № поезда | Маршрут движения               |
| -------- | ------------------------------ | -------- | ------------------------------ |
| 57       | Санкт-Петербург — Гродно       | 58       | Гродно — Санкт-Петербург       |
| 61       | Санкт-Петербург — Кишинёв      | 62       | Кишинёв — Санкт-Петербург      |
| 65       | Мурманск — Минск               | 66       | Минск — Мурманск               |
| 79       | Санкт-Петербург — Калининград  | 80       | Калининград — Санкт-Петербург  |
| 83       | Санкт-Петербург — Гомель       | 84       | Гомель — Санкт-Петербург       |
| 663      | Псков — Москва                 | 664      | Москва — Псков                 |
| 677      | Санкт-Петербург — Великие Луки | 678      | Великие Луки — Санкт-Петербург |

## Пригородное сообщение
По состоянию на 2012 год на станции имеют остановку поезда следующих направлений:
- Дно — Новосокольники — Дно
- Дно — Великие Луки — Дно